# یوری برژکو
یوری برژکو (به انگلیسی: Yury Berezhko) که با ترجمه روسی برزکو نام دارد (زاده ۲۷ ژانویه ۱۹۸۴ در کامسامولسک بر آمور) بازیکن تیم ملی والیبال مردان روسیه است. یوری از استعدادهای درخشان روسیه به شما می‌رفت. در رده باشگاهی به مدت ۶سال در دینامو مسکو حضور داشت و مودنا، زنیت کازان و کراسنودار تیم‌های بعدی او بوده‌اند. برژکو به همراه تیم ملی روسیه مدال طلا المپیک ۲۰۱۲ لندن و مدال برنز المپیک ۲۰۰۸ پکن را به دست آورده است.

## افتخارات

### جوایز فردی
- بهترین اسپک زن قهرمانی والیبال اروپا ۲۰۰۷
- بهترین اسپک زن لیگ جهانی ۲۰۰۷
- باارزش‌ترین بازیکن قهرمانی والیبال اروپا ۲۰۰۹
- بهترین دریافت‌کننده قدرتی لیگ قهرمانان والیبال اروپا ۲۰۱۳